# Green Book (film)
Green Book er en amerikansk (Oscar-vindende) dramafilm fra 2018 instrueret af Peter Farrelly. Filmen er baseret på en sand historie, og handler om starten af venskabet mellem Don Shirley, en berømt afroamerikansk jazz- og klassisk pianist og Tony Vallelonga, en italiensk-amerikansk dørmand, der arbejdede som Shirleys chauffør og livvagt. I hovedrollen ses Viggo Mortensen som Vallelonga og Mahershala Ali som Shirley.
Filmen bygger på de interview Nick Vallelonga havde med sin far og Shirley, samt brevene som Tony skrev til sin kone.
Filmen havde verdenspremiere på Toronto Film Festival den 11 september 2018. Ved Oscaruddelingen 2019 fik filmen tre Oscars for den bedste film, den bedste mandlige birolle til Ali, og bedste originale manuskript. Filmen var også nomineret til en Oscar for bedste mandlige hovedrolle til Viggo Mortensen og en Oscar for bedste klipning.

## Handlingen
Dørmanden Tony Lip, stammer fra arbejderklassen og kom ikke videre end syvende skoleklasse. Han arbejdede i New York natklubben "Club Copacabana", men på grund af en ombygning i 1962 blev klubben lukket i flere måneder, blev han hyret af Don Shirley, en dannet talentfuld og kultiveret gentleman og pianist. Men Shirley søger mere end kun en chauffør. Tony skal under en koncerttourné fra New York til det sydlige USA, fungere som hans personlige assistent, og sørge for at han kommer til tiden til alle koncerterne. Shirleys medmusikere, bassisten George Dyer og den russiske cellist Oleg, kører under koncerttournéen i en anden bil.
Under den to måneder lange tourné møder de sammen både positive og negative oplevelser. De må planlægge rejsen med "The Negro Motorist Green Book", en rejsehåndbog for afroamerikanske billister, som registrerer de få hoteller, restauranter og tankstationer, som også accepterer sorte kunder. Tony, George og Oleg oplever som hvide på rejsen ikke de samme indskrænkninger som deres kolleger. Igen og igen bliver kløften mellem Tony med sin enkle tænkemåde og Don med sin kultiverede art tydeligt, og chaufføren kan slet ikke forstå, at selvom pianisten med en højere musikuddannelse endnu aldrig har hørt noget fra sorte musikere som Little Richard og Aretha Franklin. Også Chubby Checker kender han kun af navn. Tony bringer ham på deres rejse ikke kun tæt på andre sorte musikere, men også at nyde den lokale mad. Til gengæld hjælper hans chef ham med at finde de rigtige ord, når han i brevene til sin kone beskriver sine følelser til hende. Shirley giver ham også lektioner i ærlighed og forsøger også at forbedre hans måde at udtrykke sig på.
Først accepterer Don Shirley ikke ydmygelsen, at ikke kunne spise, sove og gå på toilet som han selv vil. En nat vover han sig dog alene ind på en en bar i Louisville, hvor han prygles fordi han er sort. Tony alarmeres  i sidste øjeblik af George, som redder den fulde Shirley væk fra voldsmændene. Lidt senere kan Tony i Macon redde sin chef ud af fængslet, ved at bestikke to politibetjente. Don Shirley var i Macon blevet afsløret i at have seksuel samkvem med en mand.
Kort tid inden juleaften, bliver de i Little Rock udsat for en politikontrol. Den ene politibetjents racistiske udtalelser, besvarer Tony med et slag i hans ansigt. De bliver begge fængslet, selvom Shirley er uden skyld i episoden, og det ser ud til, at de ikke kan holde tidsplanen. Efter at Shirley havde telefoneret til justitsminister Bobby Kennedy, som sørgede for at de via en anvisning fra den lokale guvernør kunne rejse videre. 
Birmingham var den sidste station på rejsen. Da Don Shirley sammen med Tony, George og Oleg før koncerten ville spise i koncerthallens restaurant, nægter koncertdirektøren på grund af Don Shirleys hudfarve, at spise sammen med de tre andre. Tony og Don bliver til sidst enige om at aflyse koncerten, selvom de herved ikke opfylder deres kontraktlige forpligtigelser. Sammen besøger de musikklubben "Orange Bird", en musikklub med et overvejende sort publikum. Efter at Don først spillede et klassisk musikstykke på klaveret, ledsager han med sit klaverspil klubbens jazzmusikere.
Endnu i den samme nat begynder de hjemturen til New York. De kommer ind i en snestorm og bliver igen antastet af to politibetjente, der kun ville gøre dem opmærksom på, at det ene hjul var punkteret. Tony vil være tilbage ved sin familie juleaften, men bliver træt, og Don overtager den tilbageværende kørsel. I sidste øjeblik dukker Tony op hos sin familie, og også Don, som er alene og indbydes af Tony til at tilbringe juleaften sammen med hans familie.

## Medvirkende
- Viggo Mortensen som Tony Lip
- Mahershala Ali som Dr. Don Shirley
- Linda Cardellini som Dolores
- Sebastian Maniscalco som Johnny Venere
- Dimiter D. Marinov som Oleg
- Mike Hatton som George
- P.J. Byrne som Record Exec
- Joe Cortese som Gio Loscudo
- Maggie Nixon som Copa Coat Check Girl
- Von Lewis som Bobby Rydell

## Priser
| Ceremoni       | Pris                                 | Modtager                       | Resultat  |
| -------------- | ------------------------------------ | ------------------------------ | --------- |
| Academy Awards | Bedste film                          | Nick Vallelonga, Peter Farrely | Vandt     |
| Academy Awards | Bedste mandlige hovedrolle           | Viggo Mortensen                | Nomineret |
| Academy Awards | Bedste mandlige birolle              | Mahershala Ali                 | Vandt     |
| Academy Awards | Bedste originale manuskript          | Peter Farrely                  | Vandt     |
| Academy Awards | Bedste klipning                      | Patrick Don Vito               | Nomineret |
| Golden Globes  | Bedste film - Komedie                | Peter Farrely                  | Vandt     |
| Golden Globes  | Bedste instruktør                    | Peter Farrely                  | Nomineret |
| Golden Globes  | Bedste mandlige hovedrolle - Komedie | Viggo Mortensen                | Nomineret |
| Golden Globes  | Bedste mandlige birolle              | Mahershala Ali                 | Vandt     |
| Golden Globes  | Bedste manuskript                    | Peter Farrely                  | Vandt     |

## Eksterne Henvisninger
- Green Book på Internet Movie Database (engelsk)
- Green Book på Filmdatabasen
- Green Book på Scope
- Green Book i Svensk Filmdatabas (svensk)
- Green Book på AlloCiné (fransk)
- Green Book på MovieMeter (nederlandsk)
- Green Book på AllMovie (engelsk)
- Green Book på The Movie Database (engelsk)
- Green Book på Rotten Tomatoes (engelsk)
- Green Book på Metacritic (engelsk)